# 比爾扎伊
比爾扎伊是立陶宛的城市，位於該國北部，毗鄰與拉脫維亞接壤的邊境，由帕內韋日斯縣負責管轄，海拔高度63米，2011年人口13,780。第二次世界大戰期間，鎮上約3,000名居民被殺害。

## 外部連結
- Virtual Tour of Biržai （页面存档备份，存于）
- Official website of Biržai district municipality （页面存档备份，存于）
- （页面存档备份，存于） Historical map of Lithuania by Jean Baptiste Bourguignon Anville with Birze